# Viaje al Congo
Viaje al Congo (Voyage au Congo en su versión original) es un libro de viaje escrito por el francés André Gide y publicado en 1927 por Éditions Gallimard.

## Resumen
Gide emprendió viaje a las posesiones francesas de África Ecuatorial como enviado especial del Ministerio para las Colonias. Así describe el inicio de su viaje: "Me lancé a este viaje como Curcio al precipicio. Apenas recuerdo que fui yo quien lo quise así, aunque durante meses mi voluntad me empujó hacia él; más bien me parece que fue algo que se me impuso con una especie de fatalidad ineluctable, como todos los acontecimientos importantes de mi vida. Y casi me olvido de que no es más que un 'proyecto de juventud realizado en la madurez'. Apenas tenía veinte años cuando me prometí a mí mismo que haría este viaje al Congo; de esto hace treinta y seis años".
La obra de André Gide relata con una descripción virulenta las relaciones que los franceses entablaron con los nativos de su entonces colonia Congo. A través de una remontada del río Congo realizada entre julio de 1926 y mayo de 1927, que le lleva a atravesar los actuales Congo, República Democrática del Congo, República Centroafricana y Chad, el autor denuncia los malos tratos infligidos a los indígenas y la asfixiante segregación racial que reina por todas partes.
Gide comenta las multas que la Compañía Forestal impone a los indígenas que no cosechan suficiente caucho: "Son multas de cuarenta francos, es decir, todo lo que pueden ganar en un mes. Cuando algún miserable no tiene dinero para pagar, sólo puede evitar ir a la cárcel pidiéndolo prestado a otro más rico que él, si lo encuentra, aunque a veces, a pesar de todo y para colmo, le meten en la cárcel. Reina el terror, y la gente de los poblados de los alrededores ha huido".
Sin embargo, el libro no fue interpretado como una condena del colonialismo. En el texto se recuerda con frecuencia la función civilizadora de Francia y  André Gide pretende asignar a cada uno sus propias responsabilidades: los sacrificios deben ser consentidos por la población local en nombre del bien común de futuras generaciones; el gobierno francés no debe hacer dejación de sus prerrogativas en favor de concesionarios, a menudo muy criticados por los abusos cometidos; gestores competentes deben imponer límites a la nefasta actuación de aventureros en busca de dinero fácil; 
La reacción ultrajada de la derecha tras la publicación del libro parece que trae a colación una crítica tibia al colonialismo de la época y en cierta medida un ataque a los intereses franceses.
Gide realizó su viaje en compañía del fotógrafo Marc Allegret.
El libro está dedicado "A la memoria de Joseph Conrad". La dedicatoria va acompañada de estos versos de Keats: "Better be imprudent moveables than prudent fixtures".
La edición de Voyage au Congo fue seguida por otro relato del mismo viaje titulado El retorno del Chad (Le Retour du Tchad).